# Parque nacional Lomas de Padierna
El parque nacional Lomas de Padierna se encuentra en la reserva ecológica cerro del Judío, ubicado en la delegación de La Magdalena Contreras, al suroeste del Distrito Federal, de México.
El parque fue declarado el día 22 de abril de 1938 con una superficie de entre 610 y 670 ha pero debido a la mancha humana y a su deterioro, se ha establecido una superficie actual de tan solo 34,35 ha.

## Etimología

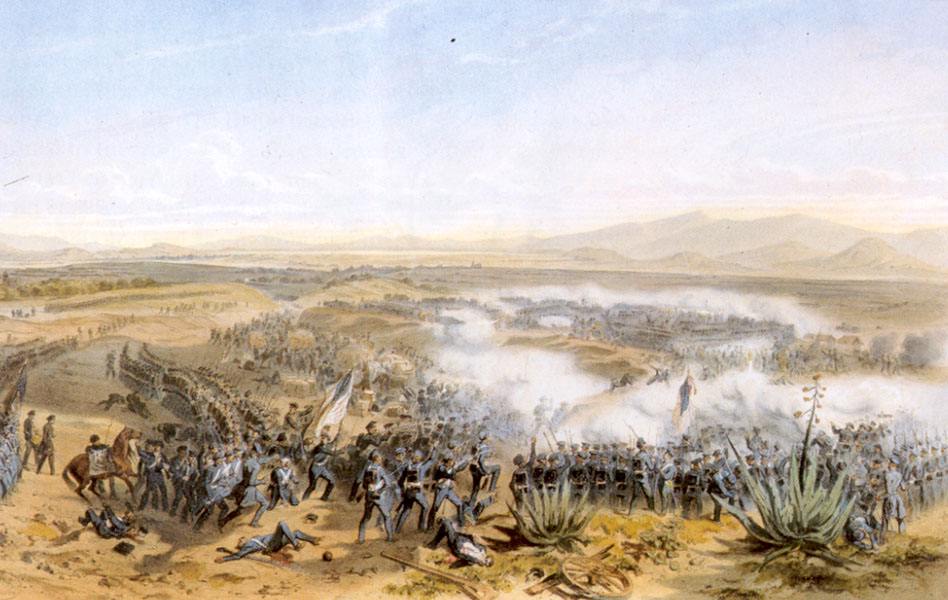
Batalla de Padierna

El topónimo loma procede del latín lombas. Este término se utilizaba en la antigüedad para referirse a una altura más bien pequeña y prolongada a través de una zona básicamente plana. Actualmente el término ha sido sustituido por otros como colina, la forma más habitual para referirse a este accidente geográfico.
El nombre de Padierna se estipuló en honor a los hombres que lucharon en la famosa batalla de Padierna (también llamada Batalla de Contreras). El combate se libró al amanecer del 19 de agosto de 1847 culminando en la madrugada siguiente, en la localidad de Padierna, entre los barrios denominados San Ángel, Contreras y Tlalpan, actualmente en la zona comprendida entre las colonias de San Jerónimo, Héroes de Padierna, Presa de Anzaldo y la zona actualmente denominada Placid Garden de México, D. F., muy cercana a la localización del parque.

## Geografía

### Situación y características generales
El parque nacional Lomas de Padierna se encuentra en La Magdalena de Contreras, en la loma denominada cerro del Judío, entre las colonias de Los Cedros al noroeste, El Tanque al noreste, Los Padres al Este, Barrios Sierra al suroeste, Atacaxco al sur y Las Cruces al suroeste.
El acceso se efectúa por el anillo periférico, en la continuación de la avenida San Jerónimo, hacia San Bernabé.

### Relieve

Topografía del parque nacional Lomas de Padierna

El parque nacional Lomas de Padierna se encuentra en una elevación perteneciente a La Magdalena Contreras. Esta elevación denominada cerro del Judío se encuentra, topográficamente, entre una elevación mínima de 2 380 m s. n. m. y una elevación máxima de 2 700 m s. n. m.

### Clima
Por su altura sobre el nivel del mar, el parque posee un clima desde el templado hasta el frío húmedo.
De media, presenta el clima templado lluvioso de 16.6 °C con temperaturas máximas superiores a 28 °C en algunos días del final de la primavera; en algunos días del invierno las temperaturas bajan a −5 °C. La temporada húmeda abarca de mayo a noviembre, si bien la pluviosidad es mayor entre los meses de junio y agosto.
Se han dado casos de fenómenos meteorológicos extremos como las granizadas, con una frecuencia anual promedio de tres episodios, y los tornados, que pueden ocurrir cada cierto tiempo en la zona. La posibilidad de una nevada es prácticamente nula.
| Parámetros climáticos promedio de Estación deTacubaya, D. F.           | Parámetros climáticos promedio de Estación deTacubaya, D. F. | Parámetros climáticos promedio de Estación deTacubaya, D. F. | Parámetros climáticos promedio de Estación deTacubaya, D. F. | Parámetros climáticos promedio de Estación deTacubaya, D. F. | Parámetros climáticos promedio de Estación deTacubaya, D. F. | Parámetros climáticos promedio de Estación deTacubaya, D. F. | Parámetros climáticos promedio de Estación deTacubaya, D. F. | Parámetros climáticos promedio de Estación deTacubaya, D. F. | Parámetros climáticos promedio de Estación deTacubaya, D. F. | Parámetros climáticos promedio de Estación deTacubaya, D. F. | Parámetros climáticos promedio de Estación deTacubaya, D. F. | Parámetros climáticos promedio de Estación deTacubaya, D. F. | Parámetros climáticos promedio de Estación deTacubaya, D. F. |
| Mes                                                                    | Ene.                                                         | Feb.                                                         | Mar.                                                         | Abr.                                                         | May.                                                         | Jun.                                                         | Jul.                                                         | Ago.                                                         | Sep.                                                         | Oct.                                                         | Nov.                                                         | Dic.                                                         | Anual                                                        |
| ---------------------------------------------------------------------- | ------------------------------------------------------------ | ------------------------------------------------------------ | ------------------------------------------------------------ | ------------------------------------------------------------ | ------------------------------------------------------------ | ------------------------------------------------------------ | ------------------------------------------------------------ | ------------------------------------------------------------ | ------------------------------------------------------------ | ------------------------------------------------------------ | ------------------------------------------------------------ | ------------------------------------------------------------ | ------------------------------------------------------------ |
| Temp. máx. abs. (°C)                                                   | 28.2                                                         | 29.3                                                         | 33.3                                                         | 33.4                                                         | 33.9                                                         | 33.5                                                         | 30.0                                                         | 28.4                                                         | 28.5                                                         | 28.9                                                         | 29.3                                                         | 28.0                                                         | 33.9                                                         |
| Temp. máx. media (°C)                                                  | 21.3                                                         | 22.9                                                         | 25.5                                                         | 26.6                                                         | 26.3                                                         | 24.7                                                         | 23.2                                                         | 23.4                                                         | 22.5                                                         | 22.4                                                         | 21.9                                                         | 21.2                                                         | 23.5                                                         |
| Temp. media (°C)                                                       | 13.6                                                         | 15.0                                                         | 17.4                                                         | 18.7                                                         | 19.0                                                         | 18.5                                                         | 17.4                                                         | 17.5                                                         | 17.1                                                         | 16.2                                                         | 14.9                                                         | 13.9                                                         | 16.6                                                         |
| Temp. mín. media (°C)                                                  | 5.9                                                          | 7.0                                                          | 9.2                                                          | 10.7                                                         | 11.7                                                         | 12.3                                                         | 11.5                                                         | 11.5                                                         | 11.6                                                         | 9.9                                                          | 7.8                                                          | 6.5                                                          | 9.6                                                          |
| Temp. mín. abs. (°C)                                                   | −4.1                                                         | −4.4                                                         | −4.0                                                         | −0.6                                                         | 3.7                                                          | 4.5                                                          | 5.3                                                          | 6.0                                                          | 1.6                                                          | 0.0                                                          | −3.0                                                         | −3.0                                                         | −4.4                                                         |
| Precipitación total (mm)                                               | 7.6                                                          | 5.6                                                          | 10.4                                                         | 23.1                                                         | 56.5                                                         | 134.9                                                        | 161.4                                                        | 153.4                                                        | 127.8                                                        | 54.1                                                         | 12.8                                                         | 6.9                                                          | 754.5                                                        |
| Días de precipitaciones (≥ 0.1 mm)                                     | 2.21                                                         | 2.41                                                         | 3.65                                                         | 8.05                                                         | 13.44                                                        | 18.15                                                        | 22.39                                                        | 22.30                                                        | 19.24                                                        | 9.71                                                         | 4.13                                                         | 2.34                                                         | 128.02                                                       |
| Días de nevadas (≥ 1 mm)                                               | 0.04                                                         | 0.05                                                         | 0.10                                                         | 0.0                                                          | 0.0                                                          | 0.0                                                          | 0.0                                                          | 0.0                                                          | 0.0                                                          | 0.0                                                          | 0.0                                                          | 0.0                                                          | 0.19                                                         |
| Horas de sol                                                           | 207.7                                                        | 214.7                                                        | 229.4                                                        | 210.0                                                        | 198.4                                                        | 153.0                                                        | 145.7                                                        | 158.1                                                        | 138.0                                                        | 176.7                                                        | 198.0                                                        | 186.0                                                        | 2215.7                                                       |
| Humedad relativa (%)                                                   | 56                                                           | 49                                                           | 45                                                           | 46                                                           | 55                                                           | 66                                                           | 73                                                           | 73                                                           | 74                                                           | 78                                                           | 72                                                           | 60                                                           | 62                                                           |
| Fuente n.º 1: Colegio de Postgraduados Servicio Meteorológico Nacional |                                                              |                                                              |                                                              |                                                              |                                                              |                                                              |                                                              |                                                              |                                                              |                                                              |                                                              |                                                              |                                                              |
| Fuente n.º 2: Hong Kong Observatory                                    |                                                              |                                                              |                                                              |                                                              |                                                              |                                                              |                                                              |                                                              |                                                              |                                                              |                                                              |                                                              |                                                              |

## Geología
El parque nacional Lomas de Padierna pertenece al sistema neovolcánico transversal, en el pie del monte de la sierra de las Cruces. Además se encuentra en un sistema fluvial de los más activos de la cuenca de México con una gran concentración de cañadas de hasta 300 m, entre las que se encuentran La Malinche y el Rosal.
En esta misma zona se encuentran las cañadas de las Ventanas y Los Pericos, afluentes del río La Magdalena.
Se presentan en la región rocas del terciario y lavas recientes de la Sierra Chichinautzin. La elevación mínima del parque es de 2 380 m s. n. m. y la màxima es de 2 700 m
En el área se pueden encontrar varias formaciones de rocas volcánicas del terciario medio distribuidas en las siguientes capas:
- Una primera capa de volcanoclásticas formadas básicamente por lagares.
- Una segunda capa de productos volcánicos derivados de centros extrusivos del eje de la sierra formados por brechas volcánicas con interestratificación de lavas andesitas y derrames superpuestos de lavas dacíficas.
- Una tercera capa de depósitos de aluvión de la sierra volcánica oriental y occidental, asociados con piroclastos, ceniza y pómez.[2]

## Historia

### sigloXIX
El 20 de agosto de 1847, durante la guerra de la intervención norteamericana se desarrolló la batalla de Padierna en los alrededores de las Lomas y tras finalizarse, en la cima de la loma se levantó un monumento sencillo en su honor.
Debido al valor histórico y para atraer el turirsmo, posteriormente se propuso mejorar la zona reforestando estos terrenos.

### sigloXX
Así, el 8 de septiembre de 1938 se declaró parque nacional estableciendo los linderos e instalando una serie de viveros para llevar a cabo la reforestación, así como el acondicionamiento del mismo. Se reparó el monumento y se adaptaron los caminos que conducen a él llegando a ocupar más de 600 ha.
Sin embargo, el 19 de septiembre de 1996, debido a la mancha urbana y a su deterioro, se determinó la superficie del área en 34,35 ha.

## Biología y ecología

### Ecosistema

Geografía del Valle de México

Debido a la zona que ocupa el parque dentro del Distrito Federal y al avance de la mancha urbana, el ecosistema del parque se encuentra en serio peligro, así como los del resto del valle de México.
Los primeros en padecer la depredación del género humano fueron los lagos. Asociados a ellos existieron arboledas de ahuejotes, una especie endémica de los lagos de México. También eran, además, el hogar de numerosas especies acuáticas, como el axolote o las garzas, que fueron perseguidas hasta su desaparición del valle de México.
Hacia la década de 1980, la situación ambiental de la zona estaba al borde del desastre ecológico. El crecimiento de la actividad industrial hizo de la atmósfera de la otrora región más transparentes del aire, una de las más contaminadas del planeta. El problema del abastecimiento de agua se hizo más evidente, puesto que la México D.F. no cuenta con fuentes propias y suficientes del líquido, y la demanda de la población y la industria superaban la oferta.
Entre las primeras medidas que se tomaron para aliviar un poco la situación estuvo la introducción de un sistema de medición de la calidad del aire (conocido como IMECA). Los resultados de la medición señalaban que la polución del aire podría acarrear problemas graves de salud a los habitantes de la capital. Por ello se tomaron medidas complementarias destinadas unas a la reducción de contaminantes atmosféricos, y otras a la recuperación ecológica de la zona.
Como complemento de lo anterior, se recuperaron algunas regiones no urbanizadas del Distrito Federal. En 1986, más de la mitad del territorio capitalino fue declarado Área de Reserva Ecológica por el presidente Miguel de la Madrid Hurtado. En años posteriores se emitió igual declaración para otras zonas del D. F. A pesar de todo ello, la presión de la urbe mantiene en peligro las zonas protegidas.

### Biodiversidad
De acuerdo al Sistema Nacional de Información sobre Biodiversidad de la Comisión Nacional para el Conocimiento y Uso de la Biodiversidad (CONABIO) en el Parque Nacional Lomas de Padierna habitan más de 650 especies de plantas y animales de las cuales 25 se encuentra dentro de alguna categoría de riesgo de la Norma Oficial Mexicana NOM-059  y 73 son exóticas,

### Flora
En el parque se puede encontrar una gran variedad de árboles como cedros, pinos y eucaliptos.
En cuanto a las plantas que se pueden observar en el parque destacan leguminosas como el cabello de ángel, bulbosas como la pata de gallo o fanerógamas como el asiento de suegra.

### Fauna

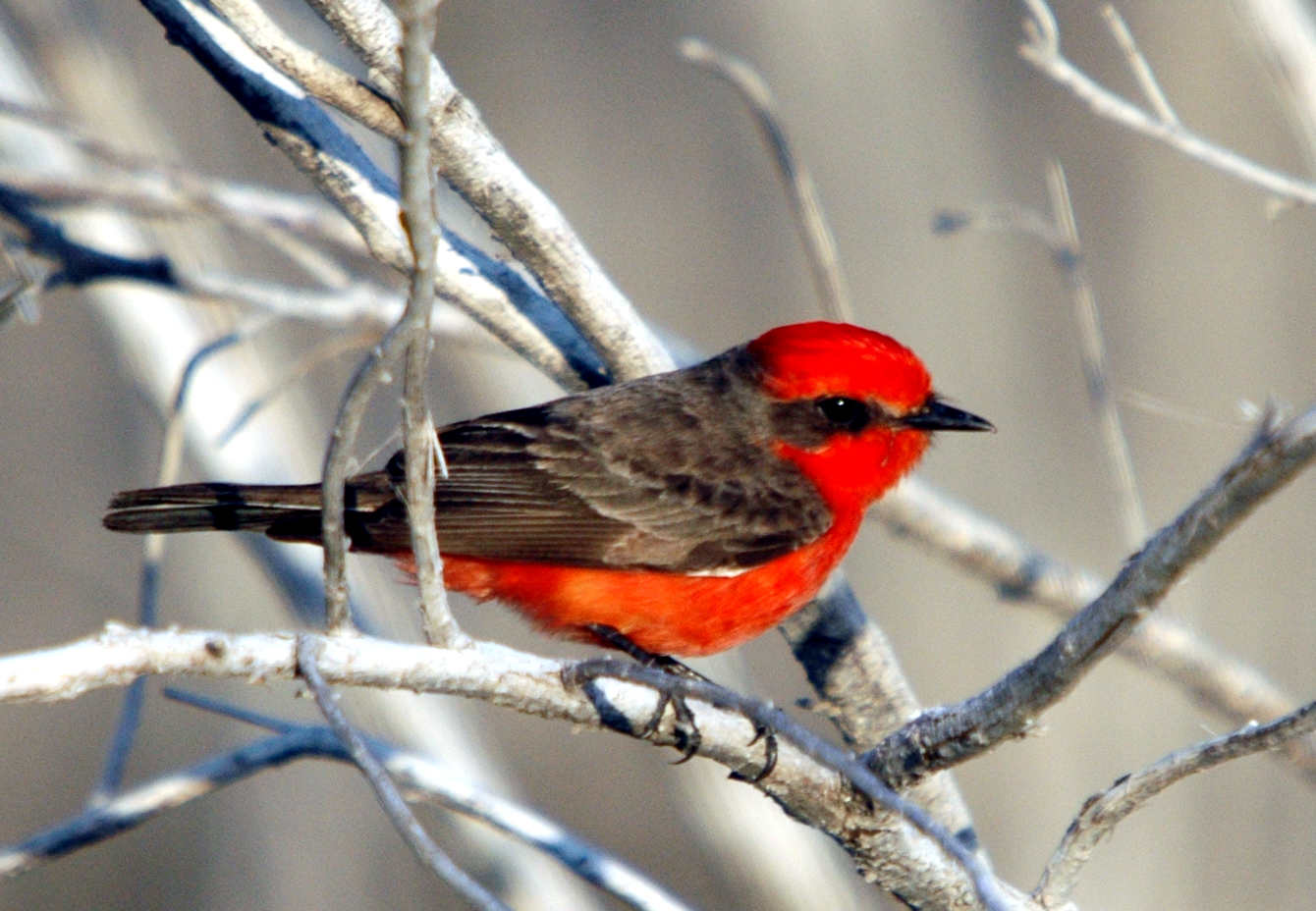
Mosquero Cardenal

Entre las diferentes especies de animales que habitan en el parque se pueden observar aves migratorias como el mosquero cardenal, el papamoscas llanero y buitres como el zopilote común. Entre otras especies de aves se encuentra el colibrí, el pájaro carpintero, el gavilán y las golondrinas.
También habitan varios tipos de serpientes como la culebra terrestre del centro, la víbora de cascabel y diversos tipos de culebras.
Asimismo se pueden encontrar lagartijas, camaleones, salamandras, ranas, y ajolotes.
Entre la multitud de especies más pequeñas se encuentran muchos tipos de insectos como la mariposa blanca de la col y de arañas, entre las que destaca la Neoscona.